# Porte de Namur/Naamsepoort
Porte de Namur/Naamsepoort – stacja metra w Brukseli, na linii 2 i 6. Zlokalizowana jest pomiędzy stacjami Louise/Louiza i Trône/Troon. Została otwarta 2 października 1988.